# Victoria Grace
Victoria Grace, född 20 2004 i Yesan County, är en sydkoreansk-amerikansk skådespelare.
Grace har bland annat medverkat i TV-serierna Days of Our Lives och Mech Cadets. Hon har även medverkat i filmen Miraï, min lillasyster.

## Filmografi (i urval)
- 2018 – Miraï, min lillasyster
- 2022–2023 – Days of our Lives (TV-serie)
- 2023 – Mech Cadets (TV-serie)